# Emanuel Kudela
Emanuel Kudela (* 26. Juli 1876 in Teplitz als Emanuel Kudella; † 22. September 1920 in Berlin-Lichterfelde) war ein österreichischer Radrennfahrer. Er war einer der ersten Radsportler aus Böhmen, der als Berufsfahrer international erfolgreich war.

## Leben
Emanuel Kudela wurde 1876 in Teplitz als Sohn des Buchbinders Joseph Kudella und dessen Frau Franziska Heran geboren. Er war gelernter Kaufmann. Mit 19 Jahren begann er seine Radsportlaufbahn, zunächst auf der Straße, wechselte aber bald auf die lukrativere Bahn. Den Grand Prix d’Anvers gewann er 1898. 1898 wurde er auch böhmischer Meister im Sprint. Wegen der besseren Trainings- und Wettkampfbedingungen zog er nach Berlin. Dort heiratete er am 21. März 1911 vor dem Standesamt in Steglitz die Buchhalterin Else Frieda Grete Block.
Besonders erfolgreich war Kudela bei Tandemrennen, so etwa gemeinsam mit Paul Mündner. 1906 belegte er gemeinsam mit dem US-Amerikaner Woody Headspeth Platz zwei bei einem 24-Stunden-Rennen auf der Radrennbahn Steglitz.
Bekannt war Kudela für seinen „hervorragend grossen Unternehmungsgeist“, der ihn auf Reisen zu Rennen in viele Länder führte, darunter auch nach Südamerika und Nordafrika. Bei Rennen galt er als kluger Taktiker, aber auch als „Draufgänger“, der „im Eifer des Gefechts nicht vor einer kleinen Ellenbogenparade“ zurückschreckte. In den Jahren 1905 bis 1909 war Kudela, gemessen am Einkommen auf deutschen Bahnen, hinter Thorvald Ellegaard der erfolgreichste ausländische Sprinter, von 1907 bis 1911 war er der erfolgreichste. Er startete auch bei Sechstagerennen, so beim ersten in Berlin im Jahre 1909 sowie 1919, als er mit Walter Rütt gemeinsam Platz sieben belegte.
1920 starb Emanuel Kudela nach einem Sturz  bei einem Tandemrennen auf der Berliner Olympiabahn, das er mit Oscar Schwab bestritt. Er wurde auf dem Friedhof Steglitz bestattet.